# バルバラ・ティモ
バルバラ・チアンカ・ティモ（Bárbara Chianca Timo 1991年3月10日- ）はポルトガルの柔道選手。ブラジル・リオデジャネイロ出身。階級は70㎏級。

## 人物
最初はブラジルの選手として活躍していた。2013年のグランプリ・タシュケント70㎏級で優勝すると、2016年にはグランドスラム・アブダビでも3位になるが、国内のこの階級にはより活躍していたマリア・ポルテラがいたために、リオデジャネイロオリンピックには出場できなかった。2017年のユニバーシアードでは決勝で日本の新添左季を破って優勝すると、グランプリ・ザグレブでも優勝した。2018年にはグランドスラム・エカテリンブルグで3位になった。2019年からは国籍をポルトガルに変更すると、グランドスラム・パリで3位、グランプリ・トビリシでは優勝した。東京で開催された世界選手権では、伏兵ながら3回戦で世界選手権を2連覇していた日本の新井千鶴を技ありで破るなどして決勝まで進むも、フランスのマリー＝エヴ・ガイエに腕挫十字固で敗れたが2位となった。2021年7月に日本武道館で開催された東京オリンピックでは2回戦で敗れた。その後階級を63㎏級に下げると、グランドスラム・パリでは優勝した。2022年8月にはティモを始めテルマ・モンテイロ、アンリ・エグティゼなど7名の選手が、ポルトガル柔道連盟会長のジョルジ・フェルナンデスに対して公開書簡を送付した。新型コロナウイルス対策としてフェルナンデスが居住するコインブラでの研修をほぼ毎週末に強いることや、精神面の不安定さについて語ることを禁ずること、ティモやエグティゼといった他国出身の選手に対する差別的取り扱いなどへの善処を求める内容となっている。世界選手権では準決勝で日本の堀川恵に合技で敗れて3位だった。2024年のパリオリンピックでは初戦で敗れた。
IJF世界ランキングは1000ポイント獲得で29位(25/3/17現在)。

## 主な戦績
70㎏級での戦績
- 2013年 - グランプリ・アルマトイ　3位
- 2013年 - グランプリ・タシュケント　優勝
- 2014年 - 南米競技大会　2位
- 2016年 - グランドスラム・アブダビ　3位
- 2017年 - ユニバーシアード　優勝
- 2017年 - グランプリ・ザグレブ　優勝
- 2018年 - グランドスラム・エカテリンブルグ　3位
- 2018年 - パンナムオープン・ブエノスアイレス　優勝
- 2019年 - グランドスラム・パリ　3位
- 2019年 - グランプリ・トビリシ　優勝
- 2019年 - 世界選手権　2位
- 2020年 - グランドスラム・ブダペスト　3位
- 2021年 - ヨーロッパ選手権　3位

63㎏級での戦績
- 2021年 -　グランドスラム・パリ　優勝
- 2022年 -　グランドスラム・アンタルヤ　3位
- 2022年 -　世界選手権　3位
- 2022年 -　グランドスラム・アブダビ　2位
- 2023年 -　グランプリ・アルマダ　優勝
- 2023年 -　グランドスラム・バクー　5位
- 2023年 -　グランドスラム・東京　5位

(出典、JudoInside.com)